# Gran Premio di Siracusa 1959
Il Gran Premio di Siracusa del 1959 fu disputato con le monoposto della Formula 2, che avevano una cilindrata di 1,5 litri, e fu caratterizzato dal duello tra Stirling Moss, al volante della Cooper-Borgward del team di Rob Walker, e Jean Behra, che pilotava una Ferrari Dino 156 a motore anteriore ufficiale. Entrambi si alternarono al comando della corsa, ma prima della fine Behra incappò in un testa-coda, che lo relegò definitivamente in seconda posizione.